# Schoterweg (Haarlem)
De Schoterweg is een straat in de Noord-Hollandse stad Haarlem. De straat ligt in Haarlem-Noord en begint tegenwoordig bij de Kloppersingel ter hoogte van het Frans Halsplein. De straat loopt in noordelijke richting, langs onder andere het Sint-Jorisveld met de Ripperda Kazerne, de Begraafplaats Kleverlaan en kruist de Kleverlaan en de Kloosterstraat. De Schoterweg gaat over in de Rijksstraatweg bij de kruising met de Pijnboomstraat, ter hoogte van het Soendaplein.
De winkelstraat Generaal Cronjéstraat begint bij de Schoterweg en loopt nagenoeg parallel aan deze weg. De weg heeft zijn naam te danken aan de voormalige gemeente Schoten.

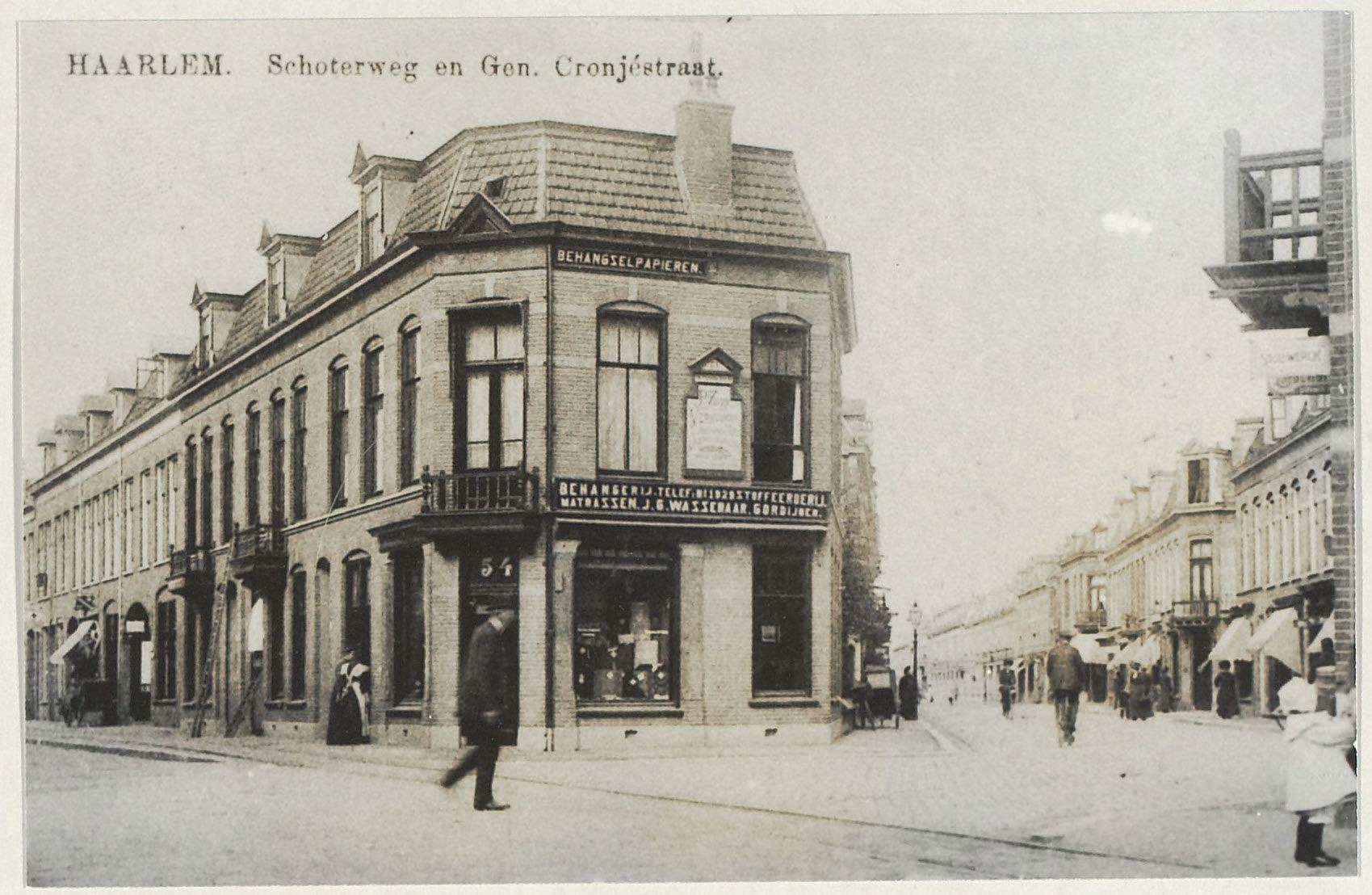
Hoek Schoterweg/Generaal Cronjéstraat ziende naar het noorden anno 1915. Winkelpand van de firma J.G. Wassenaar (behangerij, stoffeerderij, matrassen en gordijnen)

Tussen Kloppersingel en de kruising met de Paul Krugerstraat is de weg eenrichtingsverkeer, in noordelijke richting. Verkeer in zuidelijke richting maakt gebruik van de Kennemer- en Frans Halsstraat.

## Geschiedenis
Historisch gezien begon deze bij de samenvloeiing van de Kruis- en Janswegen, ter hoogte van de kruising met de Paul Krugerstraat. De weg behoorde tot een van drie oudste wegen die door Haarlem liepen, samen met het Santpoortervoetpad en de Middenweg. De Schoterweg liep het meest oostelijk van de drie.

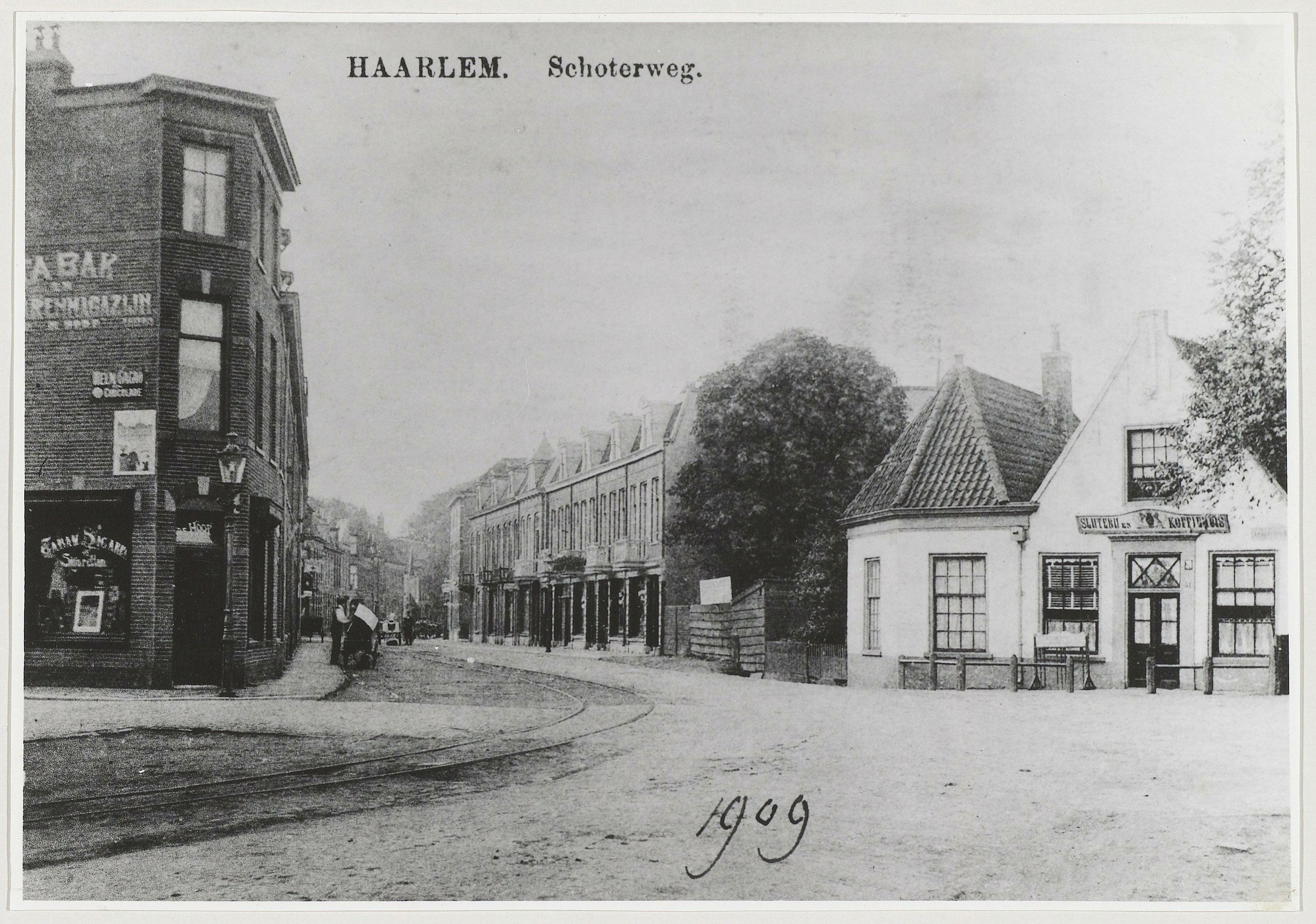
De kruising met de Paul Krugerstraat anno 1909. De plek waar de Kruis- en Janswegen bij elkaar kwamen en de Schoterweg begon